# La Fiancée de l'évêque

La Fiancée de l'évêque (Quelle strane occasioni) est un film italien à sketches sorti en 1976.
Il comporte trois sketches, chacun par un réalisateur différent :
1. Italian Superman (Le Superman italien), réalisé par Nanni Loy (marqué « anonyme » au générique, sans doute à cause du caractère osé du sketch) ;
2. Il cavalluccio svedese (Le Cheval suédois), réalisé par Luigi Magni ;
3. L'ascensore (L'Ascenseur), réalisé par Luigi Comencini.

## Synopsis
Sketch Le Superman italien
Giobatta (Paolo Villaggio) est un émigré italien aux Pays-Bas où il tente de joindre les deux bouts en vendant des lupins et des gâteaux de châtaigne (qu'il appelle kastanjakken) mais les affaires vont mal. Un soir, à l'occasion d'un hold-up, l'un des agresseurs le tâte à la recherche d'argent ; il se rend compte que c'est un surdoué du sexe et il l'emmène alors de force chez le propriétaire d'une boîte de nuit. Là, il signe un contrat avantageux pour jouer en tant que protagoniste dans un spectacle vivant pornographique. Pour cacher ce qu'il fait à son épouse et justifier l'importance de ses gains, il prétend qu'il est devenu fournisseur de la maison royale néerlandaise en gâteaux de châtaigne.
Tout se découvre, cependant, quand son épouse, qu'il néglige au lit, se rend au local où il travaille ; il en résulte une discussion avec elle ; sexuellement insatisfaite, elle décide qu'elle participera elle aussi au spectacle de son mari. Malheureusement Giobatta ne réussit pas à avoir une érection en public en présence de son épouse et il se retrouve à ne plus occuper que les fonctions de portier du local pendant que c'est son épouse qui en devient l'attraction principale en faisant l'amour avec un turc.
Sketch Le Cheval suédois
Nino Manfredi joue Antonio, le stéréotype de l'homme pour qui le sexe est tabou : il n'a jamais fait l'amour qu'avec une seule femme et surveille de près sa fille, la jeune Paola. Un weekend, Antonio reçoit la visite inattendue de Cristina, la fille de son ami et collègue suédois avec lequel il avait travaillé pendant deux ans en Scandinavie. L'épouse et la fille d'Antonio s'en vont hors de la ville le laissant seul avec cette fille séduisante et décomplexée. Le soir même, au dîner, elle avoue à Antonio qu'elle était tombée amoureuse de lui quand elle était encore très jeune et qu'elle le trouve toujours intéressant.
Installée dans la chambre de Paola, Cristina prend prétexte qu'elle a peur de l'orage et, la nuit même, se glisse dans le lit d'Antonio qui a avec elle le rapport sexuel dont il avait tant envie. Le lendemain matin, la jeune fille, croyant qu'Antonio, comme sa famille suédoise, a une conception libérale des rapports entre époux, parle de l'intrigue amoureuse entre son père et l'épouse d'Antonio à l'époque de leur séjour en Suède. Bouleversé par cette nouvelle Antonio dit au revoir à la jeune fille qui continue son voyage vers Pompéi. Le soir il accueille froidement son épouse, en lui faisant comprendre qu'il sait tout.
Sketch L'Ascenseur
À Rome, par une chaude journée de la mi-août, un monsignore (Alberto Sordi) reste bloqué dans un ascenseur de l'immeuble où habite sa maîtresse. Avec lui, dans la cabine, il y a une femme blonde séduisante (Stefania Sandrelli VF : Béatrice Delfe).
La situation qui se crée est l'occasion d'un amusant épisode, typique de la commedia all'italiana. Les deux acteurs y mettent à nu une certaine hypocrisie liée aux mœurs de la société italienne.

## Fiche technique
- Réalisation : Luigi Comencini, Nanni Loy, Luigi Magni
- Scénario : Sergio Corbucci, Leo Benvenuti, Piero De Bernardi, Rodolfo Sonego
- Musique : Piero Piccioni
- Date de sortie : 
  - Italie : 23 décembre 1976
  - France : 11 mars 1981
- Genre : comédie
- Durée : 120 minutes
- Pays :  Italie
- Langue : italien

## Distribution
- Paolo Villaggio: Giobatta
- Nino Manfredi: Antonio Pecoraro
- Alberto Sordi: Mons. Ascanio La Costa
- Stefania Sandrelli: Donatella
- Olga Karlatos: Giovanna, la moglie di Antonio
- Beba Loncar: la vedova Adami
- Valeria Moriconi: Piera, la femme de Giobatta
- Jinny Steffan: Cristina
- Lars Bloch: il proprietario del porno night
- Flavio Bucci: il coreografo del porno night
- Giovannella Grifeo: Paola, la fille d'Antonio